# 19081 Mravinskij
19081 Mravinskij eller 1973 SX2 är en asteroid i huvudbältet som upptäcktes den 22 september 1973 av den rysk-sovjetiske astronomen Nikolaj Tjernych vid Krims astrofysiska observatorium på Krim. Den har fått sitt namn efter den ryske dirigenten Jevgenij Mravinskij.
Asteroiden har en diameter på ungefär 5 kilometer och den tillhör asteroidgruppen Maria.